# Сьвенцьк-Великий
Сьвенцьк-Великий (пол. Święck Wielki) — село в Польщі, у гміні Високе-Мазовецьке Високомазовецького повіту Підляського воєводства.
Населення — 207 осіб (2011).
У 1975-1998 роках село належало до Ломжинського воєводства.

## Історія
Імовірно ще в ХІ ст. намітився кордон найзахідніших руських земель з Польщею, який протягом ХІ-XIV ст. суттєво не змінювався. Зокрема, кордон з польською Мазовією починався на р. Нарві. Найбільш висунутим в мазовецький бік руським городищем тут був Сураж, розташований на лівому березі Нарви, біля гирла р. Лізи. З мазовецького боку тут знаходилися натомість два раніш згадані городища – Візна біля впадіння р. Бобри до Нарви і Сьвенцьк. Мазовецьке городище в Сьвенцьку на р. Броці (в розташованому поблизу Сьвенцьку-Струмянах) виникло на межі ХІ-ХІІ ст. За джерелами ХІІІ ст. у ньому була садиба каштеляна і митниця. Зазначається, що вона могла обслуговувати торгівельний шлях до Русі та на землі ятвягів. Про наявність в складі населення городища русинів свідчать виразні руські впливи виявлені в інвентарі могил на прикостельному цвинтарі.

## Демографія
Демографічна структура станом на 31 березня 2011 року:
|          | Загалом | Допрацездатний вік | Працездатний вік | Постпрацездатний вік |
| -------- | ------- | ------------------ | ---------------- | -------------------- |
| Чоловіки | 103     | 19                 | 63               | 21                   |
| Жінки    | 104     | 18                 | 51               | 35                   |
| Разом    | 207     | 37                 | 114              | 56                   |